# Ashley Roberts
Ashley Roberts (Phoenix, Arizona, 14 de setembre de 1981) és una de les cantants i ballarines de Pussycat Dolls.
Porta ballant des dels tres anys, el seu pare va ser bateria del grup The Mamas and The Papas i la seva mare és instructora de Pilates. El seu novio actual és en Kenny Worm, ballarí professional que va participar en el programa de la MTV 'Dance Life'.
Ashley va estudiar a l'escola major de dansa moderna. Després d'acabar els estudis es va desplaçar a Los Angeles on va aparèixer en diversos anuncis de televisió. Sis mesos després, es va incorporar al grup The Pussycat Dolls, on va realitzar diverses actuacions, entre elles una amb Carmen Electra i posteriorment el grup The Pussycat Dolls va treure el seu primer disc, el 2005. En 2008 van treure el seu segon disc "Doll Domination".

## Vida i carrera

### 1981–2002: adolescència i carrera professional
Roberts va néixer a Phoenix, Arizona, i va assistir a Shadow Mountain High School. Va començar a ballar als tres anys i a cantar als vuit. El pare de Roberts era bateria dels The Mamas and The Papas, després es va convertir en un distribuïdor d'automòbils i la seva mare era instructora de Pilates. Tots dos la van inspirar per formar part de la indústria de l'entreteniment.
Els cabells de Roberts eren bruns durant la seva adolescència, com es mostra als vídeos musicals "Oh Aaron" i "Not Too Young, Not Too Old" d'Aaron Carter.
Durant les vacances d'estiu de secundària, Roberts va viatjar a Califòrnia per estudiar dansa moderna. Després de l'institut, als 19 anys, es va traslladar definitivament a Los Angeles. Roberts ha aparegut en anuncis de televisió i vídeos musicals com Counting Crows "Accidentally in Love", "You Raise Me Up" de Josh Groban, "True Nature" de Jane's Addiction, "Oh Aaron" d'Aaron Carter i "Not Too Young, Not Too Old". " i "Trouble" de Pink. Roberts cita a Goldie Hawn, Kate Moss, Sienna Miller i Gwen Stefani com els seus principals models i inspiracions.

### 2003–2010 The Pussycat Dolls
Sis mesos després del seu trasllat, Roberts va fer una audició per a les The Pussycat Dolls. En aquella època, les Pussycat Dolls eren una companyia de burlesc moderna clandestina. Després de la seva creixent popularitat, els productors de música Jimmy Iovine i Ron Fair es van involucrar amb el grup ajudant-los a transformar-se en una franquícia. L'antic grup de ball es va convertir en un grup de gravació de música pop. Els únics membres de la troupe que es van quedar després del procés de re-casting van ser Robin Antin (assumir els papers creatius, executius i directius), Carmit Bachar, Cyia Batten, Kasey Campbell, Kimberly Wyatt, Jessica Sutta i Ashley Roberts. Després d'unes quantes audicions més, les cantants Nicole Scherzinger, Melody Thornton i Kaya Jones es van afegir a la formació. El 2004, van gravar "We Went as Far as We Felt Like Going" per a la banda sonora de Shark Tale (L'Espantataurons) i van gravar el senzill "Sway", que apareix a la banda sonora de Shall We Dance?. Jones va deixar el grup el 2005, Batten i Campbell havien marxat abans.
Les Pussycat Dolls es van llançar al reconeixement general després del llançament de PCD, que contenia els senzills número u "Don't Cha", "Buttons" i "Stickwitu". Roberts va cantar com a co-protagonista amb Bachar i Sutta a la cara B del senzill "Stickwitu", "Santa Baby". La sortida de Bachar del grup va precedir el llançament del seu segon i últim àlbum d'estudi, Doll Domination, que conté senzills d'èxit, "When I Grow Up", "I Hate This Part" i "Jai Ho! (You Are My Destiny)". Roberts va gravar una cançó en solitari anomenada "Played" per a l'edició de luxe de Doll Domination.
El 29 de gener de 2010, Jessica Sutta va revelar a E! Online que havia estat expulsada del grup, arran d'una costella trencada que va patir mentre estava de gira amb el grup, i així va confirmar la seva sortida. El 26 de febrer, Kimberly Wyatt va confirmar que també deixava el grup. L'endemà, Ashley Roberts va anunciar la seva sortida del grup a través del seu lloc web. En una carta als seus fans, va fer el següent anunci:
| « | <Sí, he deixat les Pussycat Dolls. Us estimo molt a tots!!! Estic molt agraït de tenir l'amor i el suport de tots vosaltres. Va ser un viatge increïble i vaig aprendre moltíssim! Tots signifiqueu el món per a mi i estic emocionat de portar-vos a una nova aventura. Una aventura plena de creativitat, inspiració, aprenentatge, creixement i molta diversió.> | » |

Més tard, Wyatt confirmaria que tots els membres havien abandonat el grup, inclosa Melody Thornton. Malgrat aquests canvis, el 24 de maig, es rumorejava que una tercera formació s'uniria a Scherzinger. No obstant això, a finals de 2010, Scherzinger va abandonar oficialment el grup per seguir una carrera en solitari. Com a resultat, la formació original del grup de gravació s'havia dissolt oficialment. El grup ha venut 54 milions de discos a tot el món, convertint-los en un dels grups de noies més venuts de tots els temps.
Roberts va debutar al cinema com Brooke a la pel·lícula de dansa Make It Happen amb l'actriu Mary Elizabeth Winstead i Riley Smith. La producció va durar del 8 d'agost al 17 de setembre de 2007, i la pel·lícula va ser dirigida per Darren Grant i distribuïda per The Weinstein Company. Es va estrenar el 8 d'agost de 2008 al Regne Unit amb crítiques generalment negatives.